# Cobos de Cerrato (kommunhuvudort)
Cobos de Cerrato är en kommunhuvudort i Spanien.   Den ligger i provinsen Provincia de Palencia och regionen Kastilien och Leon, i den centrala delen av landet, 180 km norr om huvudstaden Madrid. Cobos de Cerrato ligger 812 meter över havet och antalet invånare är 213.
Terrängen runt Cobos de Cerrato är huvudsakligen platt. Cobos de Cerrato ligger nere i en dal. Runt Cobos de Cerrato är det mycket glesbefolkat, med 5 invånare per kvadratkilometer. Närmaste större samhälle är Santa María del Campo, 11,9 km norr om Cobos de Cerrato. Trakten runt Cobos de Cerrato består till största delen av jordbruksmark.